# Nui

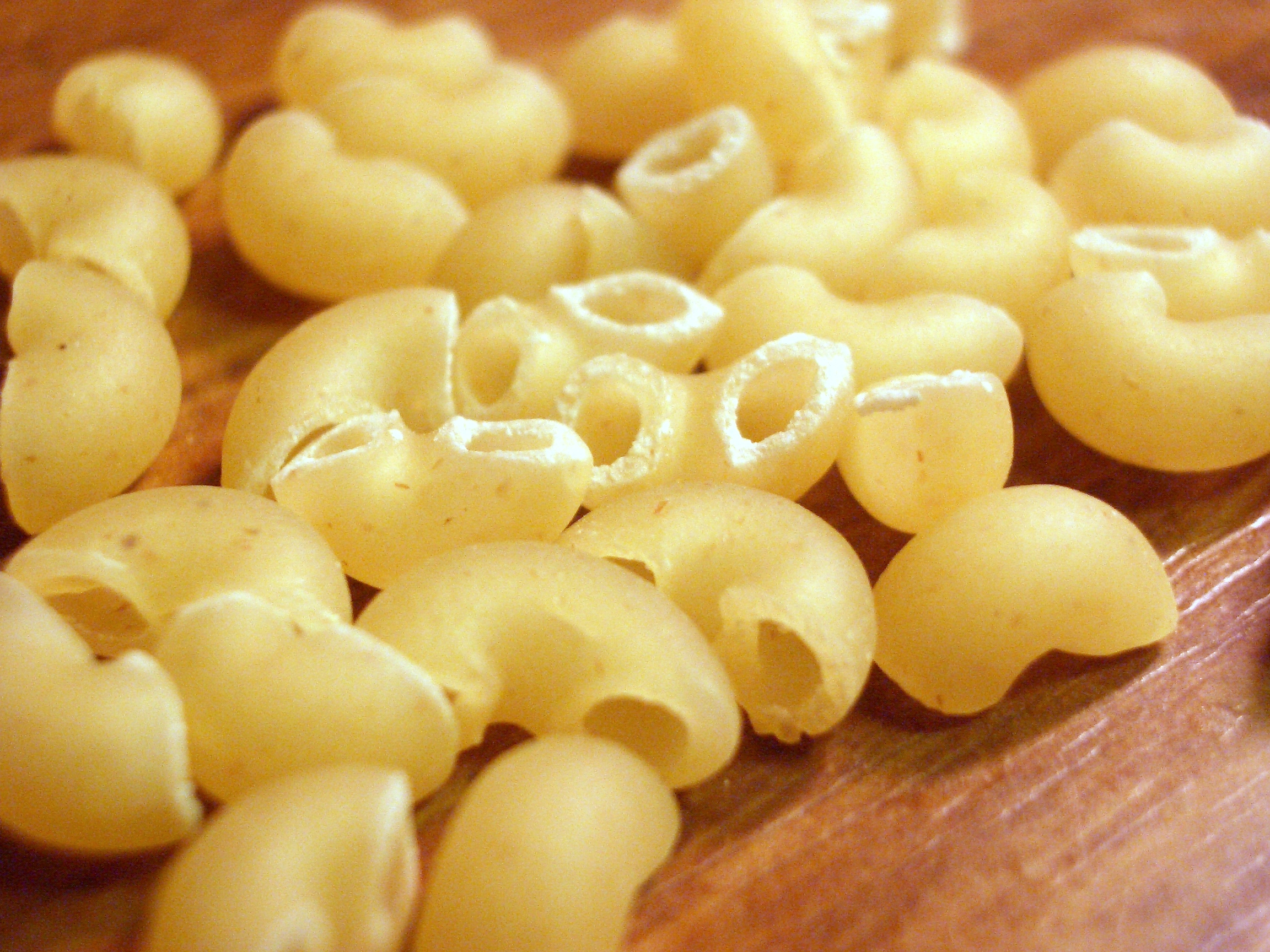

Nui là một từ tiếng Việt để chỉ các loại sợi mì có nguồn gốc từ phương Tây (chủ yếu là từ ẩm thực Ý) mà không có hình dạng sợi dài như thường thấy. Các loại nui phổ biến ở Việt Nam hiện nay là dạng mì hình ống (tiếng Ý: penne), hình ống cong (tiếng Ý: gomiti), hình chiếc nơ (tiếng Ý: farfalle), hình xoắn (tiếng Ý: fusili) và hình ngôi sao. Nui còn có dạng chế biến sẵn đóng gói được gọi là nui chiên.

## Từ ngữ
Từ "nui" trong tiếng Việt bắt nguồn từ tiếng Pháp: nouille là từ chỉ các loại mì nói chung.

## Chế biến
Sau khi du nhập vào Việt Nam, nui được nấu theo kiểu Việt với thịt bò, thịt gà, hải sản, cà chua, cà rốt. Nui có thể được xào hoặc nấu thành món nước.